# Cerapachys bryanti
Cerapachys bryanti é uma espécie de formiga do gênero Cerapachys.